# Corinna T. Sievers

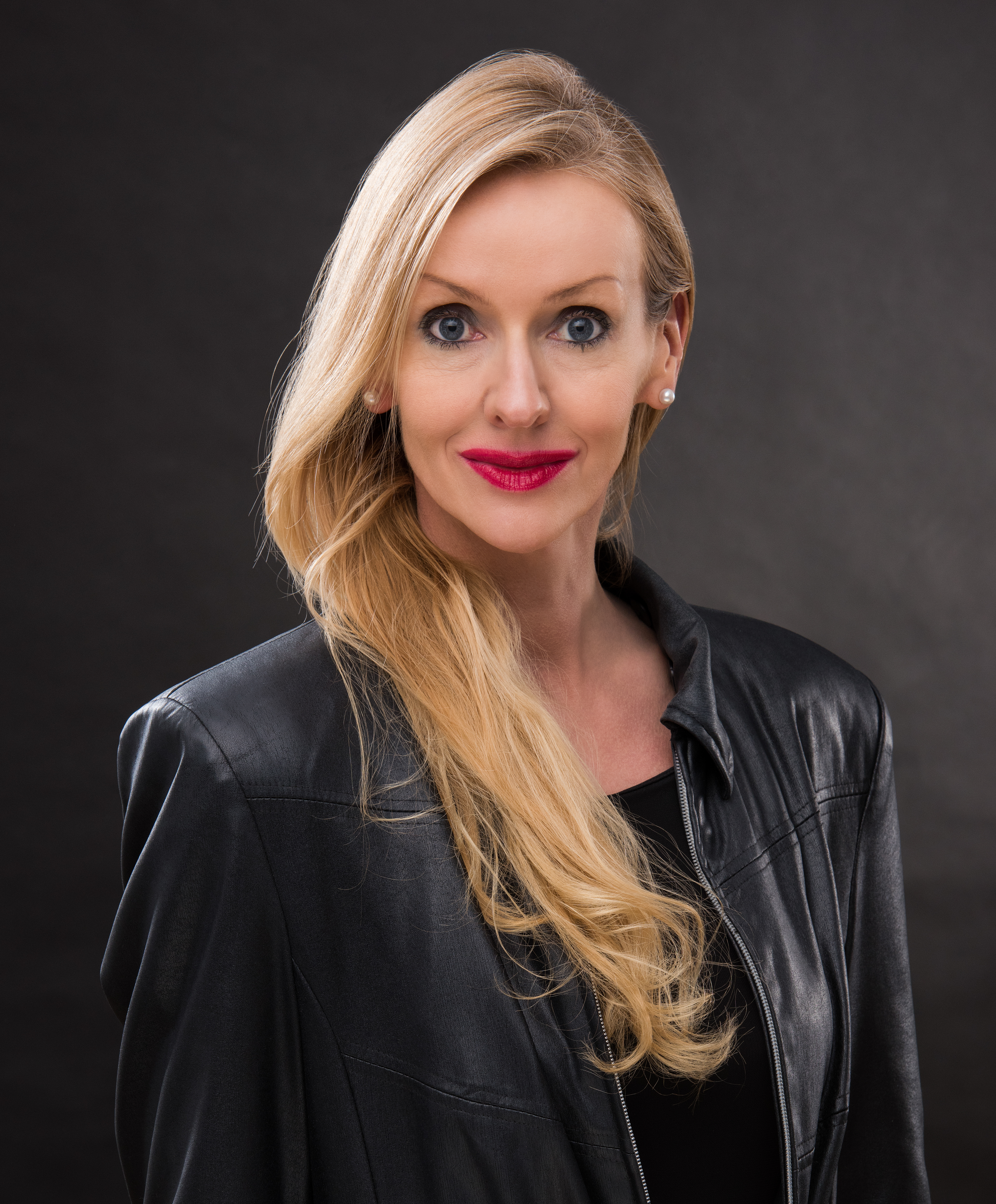
Corinna T. Sievers 2015

Corinna T. Sievers (eigentlich Corinna Toepel-Sievers; * 4. August 1965 in Kiel) ist eine deutsche Schriftstellerin.

## Leben
Sievers ist die Tochter eines Lehrers und verbrachte die ersten Lebensjahre auf der Ostseeinsel Fehmarn. Nach dem Abitur in Kiel studierte sie zunächst Politik, Volkswirtschaft und Musikwissenschaften in Hamburg, anschließend Medizin in Frankfurt am Main, dann Zahnmedizin in Kiel, wo sie 1997 zum Dr. med. dent. promovierte und die Prüfung zum Fachzahnarzt für Kieferorthopädie ablegte.
Auf Einladung von Nora-Eugenie Gomringer nahm Sievers am Ingeborg-Bachmann-Preis 2018 teil.
Sievers ist seit 1997 verheiratet, hat zwei Kinder und lebt in Herrliberg.

## Werke
- Samenklau. Frankfurter Verlagsanstalt, Frankfurt am Main 2010, ISBN 978-3-627-00166-7.
- Schön ist das Leben und Gottes Herrlichkeit in seiner Schöpfung. Edition Nautilus, Hamburg 2012, ISBN 978-3-89401-760-6.
- Maria Rosenblatt. Edition Nautilus, Hamburg 2013, ISBN 978-3-89401-779-8.
- Die Halbwertszeit der Liebe. Frankfurter Verlagsanstalt, Frankfurt am Main 2016, ISBN 978-3-627-00225-1.
- Vor der Flut. Frankfurter Verlagsanstalt, Frankfurt am Main 2019, ISBN 978-3-627-02271-6.
- Propofol. Frankfurter Verlagsanstalt, Frankfurt am Main, August 2022, ISBN 978-3-627-00303-6.

## Auszeichnungen
- SWR-Bestenliste, 12/2012, für Schön ist das Leben und Gottes Herrlichkeit in seiner Schöpfung
- SWR-Bestenliste, 4/2016, für Die Halbwertszeit der Liebe
- Nominierung zum Ingeborg-Bachmann-Preis 2018